# Thelema
Thelema (grekiska: 'Θελημα', betyder vilja, avsikt eller lust) är ett filosofiskt-religiöst system som Aleister Crowley grundade 1904. Den centrala doktrinen i detta system är att kunskapen och förverkligandet av ens sanna vilja är den yttersta meningen med och plikten för varje levande varelse. Det centrala litterära verket för detta system är Crowleys Liber AL vel Legis eller The Book of the Law.
Det grekiska "Thelema" är grunden i ordet "telemiter" som myntades av humanisten och filosofen François Rabelais i hans 1500-talsverk Gargantua och avsåg då de boende i det utopiska klostret Thélème.